# NGC 4390
NGC 4390 = IC 3320 ist eine Balken-Spiralgalaxie mit ausgedehnten Sternentstehungsgebieten vom Hubble-Typ SBbc im Sternbild Jungfrau auf der Ekliptik. Sie ist schätzungsweise 46 Millionen Lichtjahre von der Milchstraße entfernt und hat einen Durchmesser von etwa 20.000 Lichtjahren. Unter der Katalognummer VCC 849 als Mitglied des Virgo-Galaxienhaufens katalogisiert.

Im selben Himmelsareal befinden sich u. a. die Galaxien NGC 4380, IC 3328, IC 3361, IC 3275.
Das Objekt wurde am 15. März 1784 von dem deutsch-britischen Astronomen William Herschel entdeckt. Die Galaxie wurde am 6. September 1900 von Arnold Schwassmann wiederentdeckt und im Index-Katalog als IC 3320 verzeichnet.